# Isa Dekker
Isa Dekker (Hoorn, 4 mei 2003) is een voetbalspeelster uit Nederland. Ze speelt als aanvaller voor Oud-Heverlee Leuven in de Super League.

## Clubcarrière
Isa Dekker begon met voetballen bij de lokale voetbalclub SV Always Forward in Hoorn. Na een korte periode bij Telstar, stapte ze over naar de talenteam van AFC Ajax.
Door een gebrek aan perspectief bij Ajax maakte Dekker de overstap naar KAA Gent. In België speelde Dekker één seizoen. Na dit seizoen keerde ze door heimwee terug naar Nederland.
Dekker tekende een contract bij AZ dat zojuist de licentie van VV Alkmaar had overgenomen. Op 8 september 2023 maakte Dekker haar debuut in de Vrouwen Eredivisie door in de basis van AZ te starten in een thuiswedstrijd tegen Excelsior Rotterdam. In een thuiswedstrijd tegen FC Twente in het AFAS Stadion op 23 maart 2024 wist Dekker haar eerste doelpunt in de Vrouwen Eredivisie te maken. Ze bepaalde de eindstand op 2-2.
Na afloop van het seizoen 2024/25 maakte AZ bekend het aflopende contract van Dekker niet te verlengen. Op 18 juli 2024 tekende ze een contract bij competitiegenoot  Fortuna Sittard. In een thuiswedstrijd tegen FC Twente op 29 september 2024 maakte ze haar debuut voor de Fortunezen. In de volgende wedstrijd uit tegen Telstar maakte ze haar eerste doelpunt in Sittardse dienst. In een thuiswedstrijd tegen opnieuw Telstar wist Dekker haar eerste hattrick te noteren in een 5-0 overwinning op de club uit Velsen-Zuid. In april 2025 werd bekend dat de vrouwentak van Fortuna Sittard werd opgeheven wegens financiële problemen, waarna Dekker gedwongen de club verliet. Op 26 mei 2025 tekende ze een tweejarig contract bij Oud-Heverlee Leuven, waarmee ze haar tweede avontuur in België aanging.

## Statistieken
| Seizoen | Club                | Land      | Competitie         | Wedstrijden | Doelpunten |
| ------- | ------------------- | --------- | ------------------ | ----------- | ---------- |
| 2021/22 | AFC Ajax            | Nederland | Vrouwen Eredivisie | 0           | 0          |
| 2022/23 | KAA Gent            | België    | Super League       | ?           | ?          |
| 2023/24 | AZ                  | Nederland | Vrouwen Eredivisie | 17          | 2          |
| 2024/25 | Fortuna Sittard     | Nederland | Vrouwen Eredivisie | 18          | 5          |
| 2025/26 | Oud-Heverlee Leuven | België    | Super League       | 0           | 0          |
| Totaal  | Totaal              | Totaal    | Totaal             | 37          | 7          |

Laatste update: 26 mei 2025

## Interlandcarrière
Dekker was als s jeugdinternational meermaals onderdeel van de selectie van Nederland onder 15, Nederland onder 16 en Nederland onder 17.